# Bazmini
Bazmini ili Bazimini je mali gradić na otoku Anjouan na Komorima. Prema popisu iz 1991. ima 5.087 stanovnika. Prema procjeni iz 2009. ima 8.952 stanovnika. To je 11. grad po veličini na Komorima i 9. na Anojuanu.